# Flinders Petrie
Sir William Matthew Flinders Petrie (født 3. juni 1853, død 28. juli 1942), kendt som Flinders Petrie, var en engelsk ægyptolog og en pioner inden for systematisk metodologi i arkæologien. Han udgravede mange af de vigtigste arkæologiske udgravninger i Egypten, som for eksempel Abydos og Amarna. Mange eksperter anser hans mest bemærkelsesværdige fund for at være Merneptah stelen.
Flinders Petrie er specielt kendt for faseinddelingerne i arkæologien og for at have udarbejdet en historisk kronologi ud fra den relative dateringsmetode, typologi, på keramik, hvor samme type keramik fra forskellige udgravninger henføres til samme periode. Typologien var blevet indført som metodisk værktøj i arkæologien allerede af Oscar Montelius og Hans Hildebrand samtidig med at C.J. Thomsen havde introduceret periodeinddelingerne Stenalder, Bronzealder og Jernalder i dansk arkæologi. Men det var først med Flinders Petries faseinddelinger at typologien bevægede sig fra den evolutionistisk typologi til at benyttes til relativ datering. Hans arbejde med faseinddeling og historisk kronologi blev videreført af Mortimer Wheeler og Vere Gordon Childe på Syd- og Mellemeuropæiskmateriale.

## Biografi
William Matthew Flinders Petrie blev født i Maryon Road, Charlton, Kent, England som søn af William Petrie (1821–1908) og Anne (født Flinders (1812–1892). Han havde ikke nogen formel uddannelse, idet han blev hjemmeundervist. Af faderen lærte han betydningen af præcision, hvilket var en væsentlig forudsætning for hans arkæologiske karriere. Allerede i otteårsalderen blev han undervist i fransk, latin og oldgræsk. I samme alder deltog han i en arkæologisk ekspedition til Isle of Wight, men blev skræmt over at se den lemfældige behandling, oldtidsfundene blev udsat for. Senere i livet benyttede han denne oplevelse som eksempel, når han i sin undervisning skulle understrege nødvendigheden af orden og metode i fremgangsmåden.
Petrie rejste til Egypten i begyndelsen af 1880 for at finde beviser for, at måleenhederne tomme og fod oprindelig var egyptiske , men hans opmålinger førte til en gendrivelse af teorien. Han benyttede opholdet til at studere den store pyramide i Giza og anses for at være den første, der minutiøst undersøgte dens konstruktionsprincip. Hans rapport med optegnelserne over arkitekturen i Giza betegnes som eksemplarisk på grund af sin metode og præcision; den udgør derfor stadig basis for observationerne i området. 
.
Da der ikke fandtes en offentlig finansiering af arkæologien, foretog Petrie sine ekspeditioner, finansieret af fondsmidler, fortrinsvis fra EEF (Den egyptiske udforsknings fond, som var etableret af Amelia Edwards. I 1880’erne gennemførte han en række ekspeditioner, blandt andet til områderne ved Nilen, hvor han i 1887 udforskede og fotograferede tusinder af gamle inskriptioner i området nær Aswan. En uenighed om ekspeditionens forløb førte til brud med fondsbestyrelsen, men netop som hans karriere syntes truet, fandt Edwards, som han havde knyttet et stærkt venskab med, nye sponsorer. 
De følgende år var Petrie særdeles aktiv i marken. I 1890 foretog han den første af sine mange udgravninger i Palæstina, hvor hans mest kendte fund var en gruppe grave, hvoraf de fleste dateres til jernalderen, ved Wadi al-Rababah (det bibelske Hinnom) nær Jerusalem. I 1891-1892 fandt han i Amarna 22 lertavler, som er beskrevet af professor Archibald Henry Sayce. I januar 1892 fandt han en statue af Akhnaton og dennes hustru Nofretete, som nu er udstillet i Amherstsamlingen.
Professoratet i egyptisk arkæologi ved University College i London blev etableret i 1892 af Amelia Edwards ved testamente som følge af hendes pludselige død. Edwards, som havde været Petries velgører siden 1880, udpegede ham posthumt som den første til at beklæde embedet. . Han fortsatte sine udgravninger i Egypten efter at have påtaget sig professoratet, og han uddannede nogle af tidens bedste arkæologer.
I begyndelsen af 1896 identificerede Petrie og hans mandskab et tempelkompleks ved Luxor. Fundet blev gjort lige nord for Amenhotep III’s tempel. Da der kun var dennes navn på stenblokkene undrede ekspeditionens deltagere sig over, om samme konge kunne have to forbundne monumenter. Det viste sig snart, at templet var bygget af Merenptah, Ramses II’s søn og efterfølger, som havde plyndret og delvis ødelagt Amenophis III’s anlæg. De tilbageværende rester af bl.a. søjler gav imidlertid indtryk af storslået rigdom i det originale tempel. Der blev fundet en afbilding af Amenophis III i krig med Nubere and Syrere, ligesom den først kendte statue af Merenptah selv . 
Det mest interessante fund var imidlertid en Stele af Merenptah, hvor inskriptionerne gengiver hans triumf i sejrene over Libyen. Den tyske filolog Wilhelm Spiegelberg opdagede teksten "I.si.ri.ar?" , men det var Petrie, der fandt den rette tolkning: "Israel!".
Ved middagen samme dag profeterede Petrie
" Denne stele vil blive det bedre kendt i verden end noget andet, jeg har fundet”,
med henvisning til, at der ikke tidligere var fundet egyptisk tekst med ordet Israel. '
Den 26. november 1896 indgik Petrie ægteskab med Hilda Urlin (1871–1957) i London. Hustruen engagerede sig straks i Petries arbejde, bl.a. ved at kopiere ca, 20.000 hieroglyffer i særdeles nøjagtige gengivelser. Parret fik to børn, John (1907–1972) og Ann (1909–1989). I 1913 solgte Petrie sin store private samling af egyptiske antikviteter til universitetet, hvor den nu er udstillet i Petrie Museum of Egyptian Archaeology. Dens uvurderlige betydning understreges af, at museet ændrede dens skjulested adskillige gange i løbet af 1. verdenskrig. Under krigen arbejdede Petrie intenst med registreringer af de egyptiske samlinger, bl.a. af mumier. 
I 1921 arbejdede Petrie med udgravninger i Abydos og senere i Oxyrhynchus, hvor han bl.a. fandt rester af et teater. I 1923 blev han adlet for sine fortjenester indenfor britisk arkæologi og egyptologi. I de følgende år var hans fokus især på udgravninger i Palæstina, men han deltog også i den kortlægning af kongegravene ved Luxor i 1928, som er grundlag for de fundkort, der stadig benyttes. 
I 1933 lod Petrie sig pensionere fra sit professorat og flyttede permanent til Jerusalem. Ved sin død i 1942, donerede han sin hjerne til Royal College of Surgeons of London. Dette skete imidlertid, mens 2. verdenskrig kulminerede, og hjernen forsvandt under transporten. 

## Betydning for arkæologien
Petries optegnelser af sine studier af oldtidsfund satte nye standarder indenfor arkæologien med hensyn til klassifikation og sammenligning af selv de mindste detaljer. Han havde ligeledes stor betydning for uddannelsen af en hel generation egyptologer, herunder Howard Carter. Hans teori om, at den egyptiske kultur var opstået på baggrund af en invasion fra Kaukasus nød anerkendelse hos de fleste samtidige eksperter med en bemærkelsesværdig undtagelse i E.A. Wallis Budge.. Petrie var stærk tilhænger af hypotesen om, at sociale forandringer er resultatet af den biologiske forandringsproces, især gennem migration og erobringer af landområder. Han anså den kaukasiske race, som erobrede Egypten for en overlegen race, der langsomt implementerede den højerestående kultur i den underlegne, oprindelige egyptiske kultur. . Eftertidens arkæologer var mere tilbøjelige til at dele Wallis Budges opfattelse af, at denne teori er uvidenskabelig, bl.a fordi den sociologiske tolkning af evolution vandt frem. .
Hans engagement i palæstinensisk arkæologi er blevet grundigt gennemgået i værket: "A Future for the Past: Petrie's Palestinian Collection". Undersøgelsen bekræfter indtrykket af Petrie som en grundig praktisk ekspert på området. Petries grundighed understreges af hans i alt 102 bogudgivelser og 410 artikler i fagtidsskrifter, samt 388 videnskabelige skrifter.

## Udvalgte værker (i kronologisk orden)
- Inductive Metrology. Or, the Recovery of Ancient Measures from the Monuments. Saunders, London 1877.
- Stonehenge. Edward Stanford, London 1880.
- The Pyramids and Temples of Gizeh. Field & Tuer, London 1883.
- Naukratis. Trubner, London 1886, Digitale Vollversion Arkiveret 29. januar 2016 hos  Wayback Machine.
- Racial photographs from the Egyptian monuments = Racial types from Egypt (Rückentitel). (s. n.), London 1887.
- A Season in Egypt. Trübner & Co. London, 1888
- Two hieroglyphic papyri from Tanis. Trubner, London 1889, (Mit Francis Llewellyn Griffith).
- Tell el-Hesy (Lachish). London: Palestine Exploration Fund, 1891
- Ten years' digging in Egypt. 1881–91. Religious Tract Society, London 1892.
- A History of Egypt, from the Earliest Kings to the XVIth Dynasty. 6 Bände. London 1894. (I samarbejde med Stanley Lane-Poole, Joseph Grafton Milne, Edwyn Robert Bevan, John Pentland Mahaffy).( Udvidet udgave Histories & Mysteries of Man, London 1991, ISBN 1-85417-059-7).
- Catalogue of antiquities from Tel el Amarna, Upper Egypt. (s. n.), (s. l.).
- Egyptian Tales. Methuen, London 1895.
- Religion and conscience in Ancient Egypt. Lectures delivered at University College, London. Methuen & Co., London 1898.
- Syria and Egypt from the Tel El Amarna letters. Methuen & Co., London 1898.
- Dendereh. Egypt Exploration Fund, London 1900.
- The Royal tombs of the first dynasty. Egypt Exploration Fund, London 1900.
- The Royal tombs of the earliest dynasties. Egypt Exploration Fund, London 1901.
- Methods and Aims in Archaeology. Macmillan, London 1904.
- Memphis I. School of Archaeology in Egypt, University College, London 1908, online
- Scarabs and cylinders with names: illustrated by the Egyptian collection in University College, London. School of Archaeology in Egypt, London 1917.
- Tools and Weapons. British School of Archaeology in Egypt and egyptian Research Account, 1916, London 1917
- Autobiography: Seventy Years in Archaeology. Sampson Low, Marston & Co., London 1930.